# Contarinia silvestris
Contarinia silvestris är en tvåvingeart som beskrevs av Jean-Jacques Kieffer 1897. Contarinia silvestris ingår i släktet Contarinia och familjen gallmyggor. Inga underarter finns listade i Catalogue of Life.